# Jean Butez
Jean Butez (Lille, 8 de junio de 1995) es un futbolista profesional francés que juega como portero en el club Como 1907 de la Serie A italiana.
Comenzó su carrera en Lille, pasando cinco temporadas con el equipo de reserva del club sin hacer una aparición en el primer equipo. En 2017, se trasladó a Mouscron en calidad de préstamo y impresionó lo suficiente como para conseguir una transferencia permanente al año siguiente. En 2020, Butez firmó con el Amberes, donde rápidamente se convirtió en el portero titular. Desempeñó un papel clave en el éxito nacional y europeo de Amberes, contribuyendo a su triplete nacional en 2023 con 27 porterías a cero, consolidándose como uno de los mejores porteros de Bélgica.

## Carrera

### Carrera temprana
Butez comenzó a jugar al fútbol en el FC Merris, el club de su ciudad natal de Merris. Dos años más tarde, pasó a la academia del OSC de Lille, que lo había descubierto durante un torneo de fútbol sala en el que fue nombrado mejor portero. En la temporada 2012-13, consiguió sus primeros minutos de juego con el Lille B de la CFA, la cuarta división del fútbol francés. Tras descender de la CFA con el club en 2015, ganó el título de la CFA 2 un año después. En cinco temporadas, disputó 81 partidos oficiales con el segundo equipo del Lille. Mientras tanto, formó parte ocasionalmente del primer equipo del Lille, pero nunca llegó a debutar como profesional.

### Mouscron
Para la temporada 2017-18, Butez fue enviado a préstamo por una temporada al Royal Excel Mouscron, antiguo club colaborador de Lille. En la primera jornada de la Primera División A belga, fue titular inmediatamente contra el Ostende (victoria por 0-1). En la segunda jornada, en el minuto 82, recibió la tarjeta roja contra el Charleroi por tocar el balón con la mano fuera del área. Logan Bailly ocupó su lugar en la portería en la tercera jornada. Butez sólo haría once apariciones para el club con sede en Hainaut esa temporada. Después de que Lille rescindiera su contrato en el verano de 2018, Mouscron lo fichó de forma permanente.
En la temporada 2018-19, Butez dejó una fuerte impresión ya que Mouscron ganó 23 de los 27 puntos posibles en la primavera. En el invierno de 2019, fue mencionado explícitamente como un posible sucesor de Lovre Kalinić en Gent, y en febrero de 2019, el analista de fútbol Stéphane Pauwels lo tenía como objetivo de transferencia en Lyon. Después de la temporada regular, también se rumoreaba que sería una promesa para el Standard de Lieja y el Anderlecht. En el verano de 2019, parecía una opción seria para el Club Brujas, pero cuando Mouscron tenía un precio de venta de 6 millones de euros y el Club podía fichar al portero internacional del Liverpool y Bélgica, Simon Mignolet, por solo un millón más, decidieron no continuar su búsqueda de Butez. Más tarde, las negociaciones con el Mónaco, que quería cederlo al Círculo de Brujas si fichaba, también fracasaron debido al alto precio del traspaso. El precio se había fijado alto porque Mouscron tuvo que compartir la mitad del importe de la transferencia con el Lille.

### Antwerp

#### Temporada 2020-21
El 12 de junio de 2020, se anunció que Butez había firmado con Amberes, donde sucedería a Sinan Bolat, cuyo contrato no fue renovado. El precio de la transferencia se estima en alrededor de 2 millones de euros. Mouscron había rechazado poco antes una oferta de un millón de euros.
Butez debutó con el Antwerp el 8 de agosto de 2020 en el partido de liga contra su antiguo club, el Mouscron. En enero de 2021, quedó fuera de juego por una lesión de tobillo, tras lo cual fue sustituido primero por Alireza Beiranvand y desde entonces por Ortwin De Wolf, que había sido cedido durante la ventana de transferencia de enero. Sin embargo, al comienzo de los play-offs, el entrenador Frank Vercauteren volvió a optar por Butez como titular.

#### Temporada 2021-22
Bajo la dirección del entrenador Brian Priske, Butez comenzó la temporada 2021-22 como el portero titular del Amberes. En agosto de 2021, jugó un papel crucial en la ronda de play-off de la UEFA Europa League contra el Omonia, deteniendo los penaltis de Jan Lecjaks y Panagiotis Zachariou en la tanda de penaltis, lo que aseguró el lugar del Amberes en la fase de grupos.  Sin embargo, el equipo tuvo problemas en la fase de grupos, terminando último en su grupo con cinco puntos de 18 partidos contra Eintracht Frankfurt, Fenerbahçe y Olympiacos.
En la liga nacional, el Amberes se recuperó de un comienzo lento, perdiendo sus dos primeros partidos, pero se mantuvo entre los cuatro primeros a partir de la octava jornada, con las numerosas paradas de Butez contribuyendo significativamente a su éxito.

#### Temporada 2022-23
En la temporada 2022-23, bajo el nuevo entrenador Mark van Bommel, Butez siguió siendo el portero titular indiscutible, jugando todos los minutos. Fortalecida con la llegada de Toby Alderweireld, la defensa de Amberes mejoró y Butez tuvo una temporada sobresaliente, registrando 27 porterías a cero en 52 partidos en todas las competiciones.  Amberes logró un triplete nacional, ganando la Pro League belga, la Copa de Bélgica y la Supercopa de Bélgica.

#### Temporada 2023-24
El 30 de marzo de 2024, Butez se rompió la mano durante un partido contra el Anderlecht, lo que requirió una cirugía que puso fin a su temporada antes de tiempo. Según se informa, Amberes planeaba venderlo, habiendo ya fichado a Senne Lammens como su reemplazo, pero los clubes interesados, incluidos Ajax y Anderlecht, no alcanzaron el precio solicitado, y Butez permaneció en el club.

#### Temporada 2024-25
Con el nuevo entrenador Jonas De Roeck, Butez perdió su puesto titular ante Senne Lammens. A pesar de sus esfuerzos por conseguir un traspaso, no se cerró ningún acuerdo y permaneció en el club. El entrenador y analista Hein Vanhaezebrouck describió a Butez como uno de los mejores porteros de Bélgica y expresó su sorpresa por su degradación y por no haber logrado asegurar una transferencia.
| Club                | Temporada           | Liga                | Liga            | Liga  | Copa de Bélgica | Copa de Bélgica | Europa          | Europa | Otros           | Otros | Total           | Total |
| Club                | Temporada           | División            | Participaciones | Goles | Participaciones | Goles           | Participaciones | Goles  | Participaciones | Goles | Participaciones | Goles |
| ------------------- | ------------------- | ------------------- | --------------- | ----- | --------------- | --------------- | --------------- | ------ | --------------- | ----- | --------------- | ----- |
| Mouscron (cesión)   | 2017-18             | Jupiler Pro League  | 10              | 0     | 1               | 0               | —               | —      | —               | —     | 11              | 0     |
| Mouscron            | 2018-19             | Jupiler Pro League  | 30              | 0     | 1               | 0               | —               | —      | —               | —     | 31              | 0     |
| Mouscron            | 2019-20             | Jupiler Pro League  | 16              | 0     | 0               | 0               | —               | —      | —               | —     | 16              | 0     |
| Mouscron            | Total               | Total               | 46              | 0     | 1               | 0               | —               | —      | —               | —     | 47              | 0     |
| Antwerp             | 2020-21             | Jupiler Pro League  | 24              | 0     | 0               | 0               | 5               | 0      | —               | —     | 29              | 0     |
| Antwerp             | 2021-22             | Jupiler Pro League  | 40              | 0     | 0               | 0               | 8               | 0      | —               | —     | 48              | 0     |
| Antwerp             | 2022-23             | Jupiler Pro League  | 40              | 0     | 6               | 0               | 6               | 0      | —               | —     | 52              | 0     |
| Antwerp             | 2023-24             | Jupiler Pro League  | 31              | 0     | 0               | 0               | 7               | 0      | 1               | 0     | 39              | 0     |
| Antwerp             | 2024-25             | Jupiler Pro League  | 0               | 0     | 0               | 0               | 0               | 0      | —               | —     | 0               | 0     |
| Antwerp             | Total               | Total               | 135             | 0     | 6               | 0               | 26              | 0      | 1               | 0     | 168             | 0     |
| Total en su carrera | Total en su carrera | Total en su carrera | 191             | 0     | 8               | 0               | 26              | 0      | 1               | 0     | 226             | 0     |

## Palmarés

### Títulos nacionales
| Título               | Club                | País    | Año     |
| -------------------- | ------------------- | ------- | ------- |
| Copa de Bélgica      | Royal Antwerp F. C. | Bélgica | 2022-23 |
| Pro League           | Royal Antwerp F. C. | Bélgica | 2022-23 |
| Supercopa de Bélgica | Royal Antwerp F. C. | Bélgica | 2023    |

### Distinciones individuales
| Distinción            | Año  |
| --------------------- | ---- |
| Mejor portero del año | 2023 |